# Daniel Alfreider
Daniel Alfreider (né le 4 avril 1981 à Bressanone) est un homme politique italien, membre de la Südtiroler Volkspartei, parlant le ladin.